# Nathan Evans
Nathan Evans (né le 19 décembre 1994 à Airdrie) est un chanteur britannique originaire d'Écosse, connu pour ses chants de marins. Il se fait connaître pour la première fois en 2020 en publiant des vidéos de lui-même en train de chanter des chants de marins sur le réseau social TikTok. En 2021, il sort une reprise de la chanson folk Wellerman qui a atteint la première place de l'UK Singles Chart et a également été classée dans plusieurs autres pays.

## Biographie

### Jeunesse
Avant de lancer sa carrière musicale, Nathan Evans était facteur au Royal Mail, à Airdrie, près de Glasgow,. Il fréquentait l'école secondaire Caldervale et obtient un diplôme universitaire en conception de site web,.

### Carrière musicale
Nathan Evans publie des chansons pop et folk sur TikTok avant de commencer à publier des chansons de marin. Il poste son premier chant de marin traditionnel, Leave Her Johnny, sur TikTok en juillet 2020. Au cours des mois suivants, la demande du public le conduit à publier des vidéos de lui-même chantant The Scotsman et la chanson maritime néo-zélandaise du XIXe siècle Wellerman en décembre 2020,. Wellerman, qui était déjà bien connue sur l'application, gagne rapidement des vues sur TikTok, inspirant d'autres utilisateurs à chanter des chants de marins, à faire des duos et à remixer la chanson, comme le compositeur Andrew Lloyd Webber, les comédiens Jimmy Fallon et Stephen Colbert, le guitariste Brian May et  l'entrepreneur Elon Musk,,,. En janvier 2021, Wellerman comptait huit millions de vues sur TikTok et le 29 mai, Evans comptait 1,3 million d'abonnés,. La tendance des chants de marins sur l'application prend le nom de ShantyTok. Dans un article de Rolling Stone parlant de son succès, Evans cite la reprise de la chanson de The Albany Shantymen comme source d'inspiration.
En janvier 2021, Evans signe un contrat d'enregistrement de trois singles avec Polydor Records, sortant sa version officielle de Wellerman le 22 janvier 2021. Un remix dance de la chanson créée avec les producteurs 220 Kid et le duo Billen Ted sort simultanément. Sa carrière musicale croissante l'a amené à quitter son emploi de facteur. En février 2021, il signe avec United Talent Agency. En mai 2021, Evans joue son premier spectacle en direct. La représentation a lieu à Londres à bord d'un GoBoat électrique dans la Tamise et sert de promotion du nouvel emplacement de GoBoat à Canary Wharf. Écrivant sur la nature du succès d'Evans à l'époque de la pandémie de Covid-19, Amanda Petrusich explique dans le New Yorker qu'« il semble possible qu'après près d'un an de solitude et d'auto-bannissement collectif, et de restrictions écrasantes, le chanteur pourrait fournir un bref aperçu d'un mode de vie différent et plus excitant, un monde d'air marin, de pirates et de rhum. »
Le deuxième single d'Evans, Told You So, sort le 25 juin 2021. Comme pour Wellerman, deux reprises sont sorties : une version pop folk et un remix dance-pop des Digital Farm Animals. Evans sort son troisième single, Ring Ding (A Scotsman's Story), le 8 octobre 2021. En avril 2022, Evans aide à faire connaître l'histoire de Doctor Who La Légende des Démons des Mers avec « une adaptation de Wellerman. »
Evans prévoyait de sortir un EP de cinq chansons constitué de chants marins en 2021. Cependant, en novembre 2022, Evans sort son premier album complet, intitulé Wellerman - The Album, qui est en grande partie une collection de chants marins, y compris sa reprise virale 2021 de Wellerman et son remix de danse. L'album comprend également la composition originale d'Evans Haul Away.

## Style musical
Evans est un auteur-compositeur-interprète, utilisant souvent plusieurs pistes de sa propre voix. Il s'accompagne de guitare et de percussions, et chante en baryton.

## Autres œuvres
En janvier 2022, Evans joue son propre rôle dans le quatrième épisode de la septième saisons de la série Scot Squad. En novembre 2022, il apparaît dans le rôle d'un coureur représentant l'Écosse au World Wok Racing Championship, dans un épisode spécial de TV Total tourné en Allemagne.

### Ouvrages
En mai 2021, Evans annonce une collection de chants de marin intitulée The Book of Sea Shanties: Wellerman and Other Songs from the Seven Seas. Le livre est publié le 14 octobre 2021 par Welbeck. Il contient plus de 35 chansons classiques et les histoires qui les entourent, ainsi que de nouvelles chansons originales.

## Discographie

### Albums studio
| Titre                 | Détails | Meilleure position | Meilleure position |
| Titre                 | Détails | ALL                | SUI                |
| --------------------- | --- | ------------------ | ------------------ |
| Wellerman - The Album | - Sortie : 4 novembre 2022 - Label : Electrola, Universal Music - Formats : CD, téléchargement numérique, diffusion en continu | 12                 | 30                 |

### Singles
| All I Want / Riptide / Leave Her Johnny                                                        | 2020 | — | —  | — | —  | — | — | — | — | — | — |                                                                                                   | -                     |
| Memories                                                                                       | 2020 | — | —  | — | —  | — | — | — | — | — | — |                                                                                                   | -                     |
| YOU.                                                                                           | 2020 | — | —  | — | —  | — | — | — | — | — | — |                                                                                                   | -                     |
| Hollywood (Acoustic)                                                                           | 2020 | — | —  | — | —  | — | — | — | — | — | — |                                                                                                   | -                     |
| Wellerman (Sea Shanty) (solo or 220 Kid x Billen Ted remix)                                    | 2021 | 1 | 62 | 1 | 1  | 1 | 2 | 1 | 1 | 9 | 1 | - BPI : platine - BEA : or - BVMI : 3× or - GLF : platine - IFPI AUT : 3× platine - IFPI SWI : or | Wellerman – The Album |
| Told You So (solo or Digital Farm Animals remix                                                | 2021 | — | —  | — | 23 | — | — | — | — | — | — |                                                                                                   | Non-album singles     |
| Ring Ding (A Scotsman's Story)                                                                 | 2021 | — | —  | — | —  | — | — | — | — | — | — |                                                                                                   | Non-album singles     |
| Merry Christmas Everyone / Driving Home for Christmas / Auld Lang Syne                         | 2021 | — | —  | — | —  | — | — | — | — | — | — |                                                                                                   | Non-album singles     |
| The Last Shanty                                                                                | 2022 | — | —  | — | —  | — | — | — | — | — | — |                                                                                                   | Wellerman – The Album |
| Drunken Sailor (solo or Harris &amp; Ford remix)                                               | 2022 | — | —  | — | —  | — | — | — | — | — | — |                                                                                                   | Wellerman – The Album |
| « — » désigne un titre qui n'a pas été enregistré ou qui n'a pas été publié sur ce territoire. |      |   |    |   |    |   |   |   |   |   |   |                                                                                                   |                       |

### Vidéos musicales
| Titre                                               | Année |
| --------------------------------------------------- | ----- |
| Wellerman (Sea Shanty / 220 KID x Billen Ted Remix) | 2021  |
| Wellerman (chant de la mer)                         | 2021  |
| Ring Ding                                           | 2021  |
| Told You So (Digital Farm Animals Remix)            | 2021  |
| Told You So                                         | 2021  |
| Driving Home for Christmas                          | 2021  |
| Merry Christmas Everyone                            | 2021  |
| Auld Lang Syne                                      | 2021  |
| The Last Shanty                                     | 2022  |
| Drunken Sailor                                      | 2022  |
| The Banks of Sacramento                             |       |